# Brigade Al Horia
La brigade Al Horia est commandé par Abdul Hassan elle a combattu lors de la bataille de Tawarga.